# Orto botanico di Villa Beuca
L'Orto Botanico di Villa Beuca si trova sulla pendice occidentale della collina di Beuca ed è stato realizzato nel 2002 dal Comune di Cogoleto con il contributo del Fondo europeo per lo sviluppo regionale. 
È ubicato su un terrazzamento a circa 100 metri sul livello del mare con un'estensione di 19000 metri quadrati, considerando la parte perimetrata e aperta al pubblico in base a orari stagionali dell'Orto Botanico (detta "Ambienti liguri"); con l'estesa porzione di parco pubblico denominata "Cornice didattica" si arriva ad una superficie complessiva di 34000 metri quadrati.
L'orto botanico ha scopi sia didattici che scientifici, ai quali abbina una attenzione estetica agli ambienti vegetali ricreati. Queste esigenze primarie hanno determinato la divisione della struttura in tre macro-aree principali: la Cornice didattica, gli Ambienti liguri e la Cornice spontanea. 
L'Orto Botanico vero e proprio, cioè la parte perimetrata ubicata sulla pendice occidentale della collina di Beuca sovrastante la località Mulinetto,  comprende una decina degli ambienti vegetali più rappresentativi della Liguria, dal livello del mare alle montagne, con specie della relativa flora tipica: ne fanno parte, tra gli altri, il comparto dedicato alla Scogliera marina, due interessanti zone umide ed una vasta Zona antropica con coltivazioni tipiche del territorio ligure. 
Inoltre l'Orto Botanico di Cogoleto ha una sua peculiare funzione sociale; infatti è gestito dalla Cooperativa Sociale Il Rastrello Onlus, composta oltre che da operai del verde e giardinieri anche da diplomati e laureati in agraria; vi opera altresì una parte di lavoratori svantaggiati con disagi psichici e sociali, sotto la supervisione di un Comitato Scientifico. 
Offrono la loro collaborazione alla manutenzione e alla promozione dell'Orto Botanico anche alcuni soci volontari della Cooperativa Il Rastrello.
L'Orto Botanico di Villa Beuca è in rete con altri orti botanici liguri e collabora con università ed enti scientifici.

## La flora
In esso sono conservate specie rare e localizzate in Liguria o a rischio di estinzione.
Tra le specie botaniche particolari vi è l'afillante, che qui raggiunge il limite orientale della zona di localizzazione, principalmente l'Europa occidentale, e dal 2005 è presente la rara avventizia Fuirena pubescens, una ciperacea originaria della Palestina.